# بيت دانيلز
بيت دانيّلز (بالإنجليزية: Pete Daniels)‏ هو لاعب كرة قاعدة أمريكي، ولد في 8 أبريل 1864 في مقاطعة كافان في جمهورية أيرلندا، وتوفي في 13 فبراير 1928 في إنديانابوليس في الولايات المتحدة.

## وصلات خارجية
- بيت دانيلز على موقعبيزبول رفرنس.كوم (الدوري الرئيسي) (الإنجليزية)
- بيت دانيلز على موقعبيزبول رفرنس.كوم (الدوري الثانوي) (الإنجليزية)
- بيت دانيلز على موقع جمعية أبحاث البيسبول الأمريكية (الإنجليزية)